# Cratere Cobalt
Cobalt  è un cratere sulla superficie di Marte.